# Hyla savignyi
Hyla savignyi – gatunek płaza bezogonowego z rodziny rzekotkowatych (Hylidae). Występuje na Bliskim Wschodzie i Zakaukaziu.

## Taksonomia

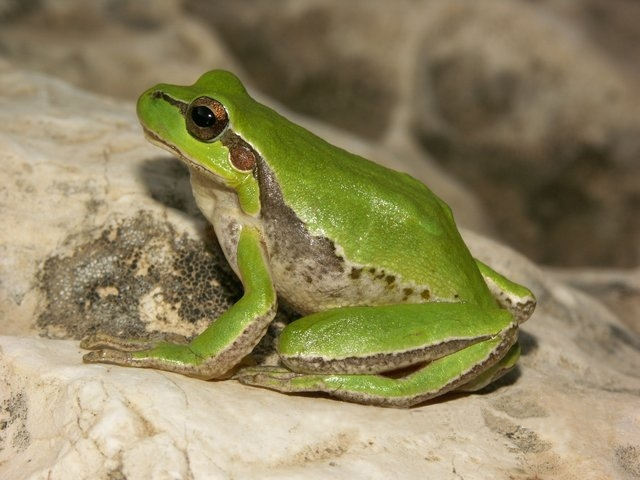

Gatunek zaliczany jest do kompleksu rzekotki drzewnej (Hyla arborea), w przeszłości uznawany był za jej podgatunek.
W 2010 na podstawie badań genetycznych część populacji zaliczanych dotąd do H. savignyi wydzielono do nowo opisanego gatunku H. felixarabica, który zamieszkuje góry w południowo-zachodniej Syrii, północno-wschodnim Izraelu i zachodniej Jordanii, a izolowana populacja południowo-zachodnią Arabię Saudyjską i północno-zachodni Jemen.

### Ewolucja
Wedle Smith i współpracowników (2005) oraz wcześniejszych prac Carrolla (1988) czy Holmana (1998) ostatni przodek europejskich rzekotkowatych, wśród których Smith et al. wyróżniają 5 gatunków żyjących też na północy Afryki i na Bliskim Wschodzie, żył co najmniej 10 milionów lat temu, dokładniej w przedziale 10–23 milionów lat temu, czyli w dolnym miocenie. Naukowcy przedstawili analizę Bayesa badań dwóch genów DNA mitochondrialnego (12S, ND1) oraz dwóch genów jądrowych (POMC, c-myc). Najmniej od Hyla savignyi różniła się rzekotka drzewna (szacowany moment rozdziału linii nastąpił mniej niż 10 milionów lat temu), w następnej dopiero kolejności rzekotka śródziemnomorska (około 20 milionów lat temu). Jeszcze wcześniej oddzieliła się linia prowadząca do Hyla annectans i Hyla chinensis, co nastąpiło mniej niż 25 milionów lat temu.

## Występowanie
Hyla savignyi występuje na Bliskim Wschodzie i Zakaukaziu. Obszar występowania gatunku rozciąga się od zachodniego Iranu, południowo-wschodniego i północno-wschodniego Iraku na wschodzie, do Azerbejdżanu, Armenii, południowej Gruzji oraz wschodniej i południowej Turcji na północy, przez Syrię i Liban do Izraela i zachodniej Jordanii na południowym zachodzie, zahaczając nawet o skrajnie północno-wschodni Egipt (Synaj). Oprócz tego płaz występuje też na Cyprze.
Płaz ten występuje na wysokościach od 400 m pod poziomem morza (w Jordanii) do 2100 m nad poziomem morza.

## Status
Gatunek ten w sprzyjającym środowisku jest dość pospolity, a trend jego liczebności oceniany jest jako stabilny. Bardzo pospolity w Iranie i Libanie, w Jordanii uchodzi on już za rzadkość. Status populacji w Izraelu nie jest znany ze względu na zmiany w taksonomii i niepewność co do przynależności gatunkowej osobników ze znanych lokalizacji.